# ساندرا مكدونالد
ساندرا مكدونالد (بالإنجليزية: Sandra McDonald)‏‏ (12 أكتوبر 1966 - ) ضابطة، وروائية، وكاتبة خيال علمي من الولايات المتحدة.

## الجوائز
- جائزة لامدا الأدبية